# 索杜瓦
索杜瓦（法語：Saudoy，法語發音：[sodwa]）是法国马恩省的一个市镇，属于埃佩尔奈区。

## 地理
索杜瓦（48°40'52"N, 3°42'58"E）面积12.66 平方千米，位于法国大東部大區马恩省，该省份为法国东北部内陆省份，北起阿登省，西北接埃纳省，西南接塞纳-马恩省，南至奥布省，东南接上马恩省，东临默兹省。
与索杜瓦接壤的市镇（或旧市镇、城区）包括：万代、巴博讷-法耶勒、希谢、勒梅圣埃普安、克德。

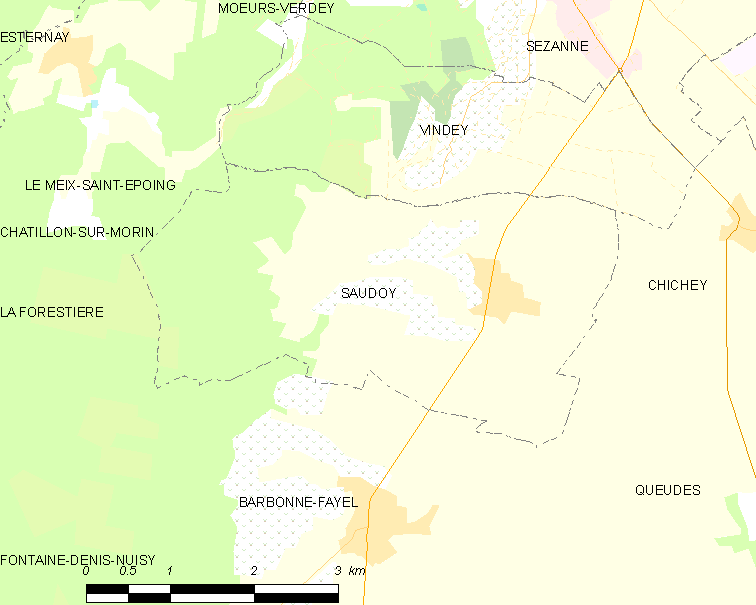
索杜瓦的OSM定位图

索杜瓦的时区为UTC+01:00、UTC+02:00（夏令时）。

## 行政
索杜瓦的邮政编码为51120，INSEE市镇编码为51526。

## 政治
索杜瓦所属的省级选区为塞扎讷-布里-香槟县。

## 人口

1962-2008年间索杜瓦人口变化图示

索杜瓦于2022年1月1日时的人口数量为392人。